# あーみん通信
『あーみん通信』（あーみんつうしん　英題：amin com）は、エンタ!959で放送されるトーク番組。放送及び配信番組である。2020年4月4日放送開始。配信版は2019年10月18日開始。

## 番組概要
あーみんこと新名あみんをホストに迎えた冠トーク番組。AV好きの関西人、新名あみんがAV女優になるきっかけは、若かりし頃に名も知らぬまま見たAV女優の姿だった。まだ見ぬその女優を探すべく、毎回AV女優をゲストに呼び、最新事情や恋愛トーク、対決企画をし、ゲストの素性を探し尋ねるトーク番組。
放送局の持つYouTubeチャンネル・エンタちゃんにて2019年10月18日開始。2020年4月4日からテレビ番組としてスタート。テレビ版は約1時間の配信番組を30分に編集した短縮版となっている。収録場所は秋葉原Pigooスタジオ。

## 出演者
新名あみん
MC。番組では基本的に標準語。テンパると関西弁が出る。手持ちの進行表を見ながら番組を進行。
天の声
ツッコミ役であり、進行の助け舟役。声の主は番組プロデューサー、高橋慎。

## おもなコーナー
〇〇さんのプロフィールを紹介します。間違いないですか？
ウィキペディアなどを参考に、ゲストの身長やスリーサイズ、プロフィール、逸話の真偽を探る。　　
Twitterをのぞこう
ゲストとTwitterをリアルタイムで見て近況を探る。
ゲストと勝負
様々なゲームで勝負を行う。

## 放送リスト
| 配信回 | 配信日          | 初回放送日    | ゲスト     | 備考 |
| ------ | --------------- | ------------- | ---------- | ---- |
| #1     | 2019年 11月16日 | 未放送        |            |      |
| #2     | 12月2日         | 2020年 5月2日 |            |      |
| #3     | 2020年 1月21日  | 未放送        | 亜矢みつき |      |
| #4     | 3月17日         | 2020年 4月4日 | みひな     |      |

## スタッフ
- プロデューサー：高橋慎
- 制作著作：つくばテレビ